# Đảo Đại Đảm

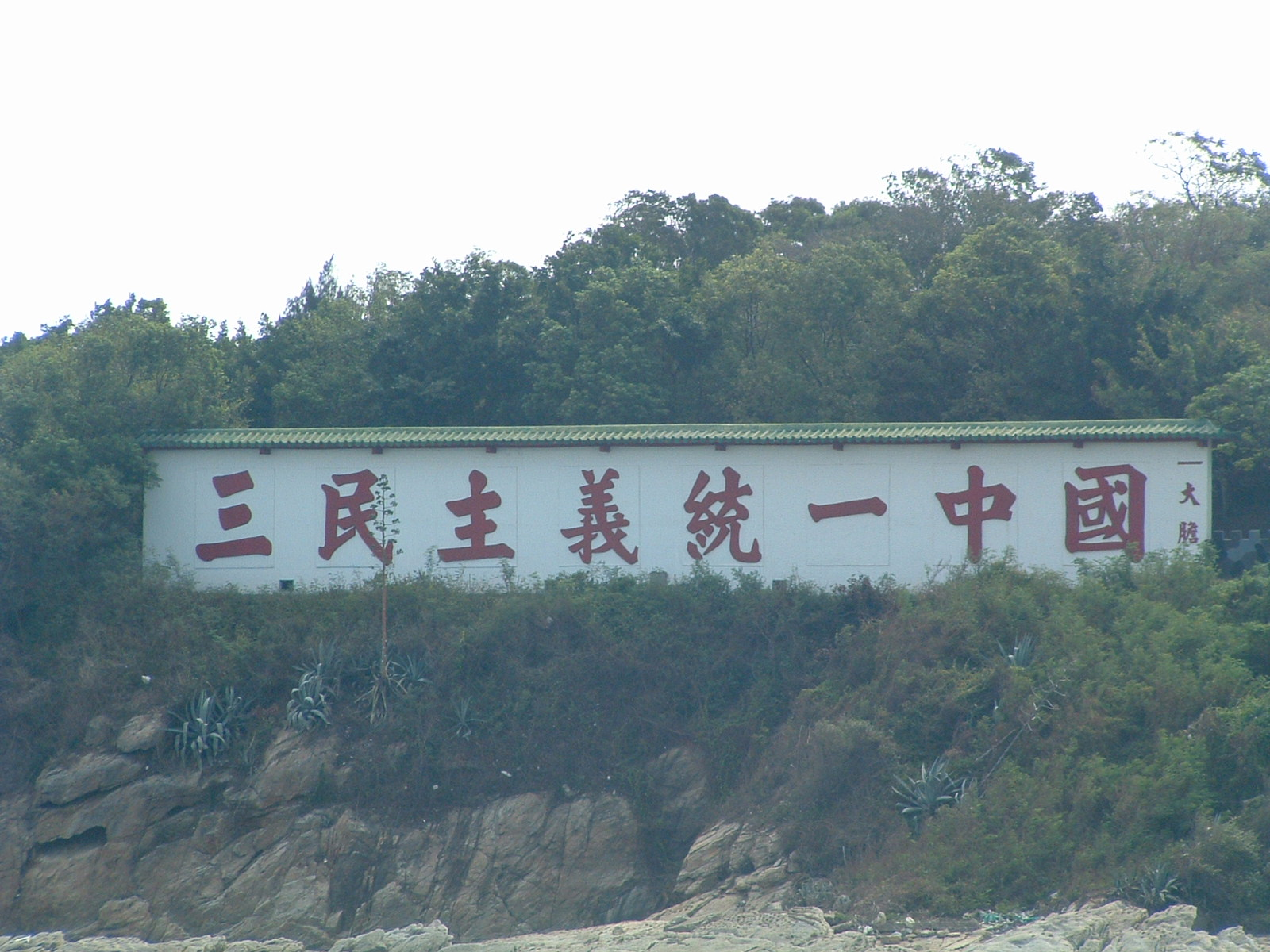
Bảng chữ tâm lý chiến hướng về Trung Quốc đại lục trên đảo Đại Đảm

Đại Đảm (tại Đài Loan gọi là: tiếng Trung: 大膽島, tại đại lục gọi là: tiếng Trung: 大胆岛) nằm ở tây nam hương Liệt Tự, nằm cách đảo Tiểu Kim Môn 12.000 m và chỉ cách đảo Hạ Môn của Trung Quốc đại lục khoảng 4.000 m. Đảo Đại Đảm do chính phủ Trung Hoa Dân Quốc tại Đài Loan quản lý và được đặt trực thuộc hương Liệt Tự của huyện Kim Môn. Với vị trí đặc biệt của mình, đảo được mệnh danh là "tiền tuyến của tiền tuyến". Vào ngày 26 tháng 7 năm 1950, tại đảo đã diễn ra chiến dịch đảo Đại Đảm lần thứ I, và đến ngày 26 tháng 8 năm 1958 lại tiếp tục diễn ra chiến dịch đảo Đại Đảm lần II.

## Địa hình
Tổng diện tích của đảo Đại Đảm là 0,97 km². Phần phía bắc và nam của hòn đảo cao hơn phần giữa bao gồm các dải cát ven biển. Đỉnh cao nhất của đảo là Nam Sơn, cao 92 m so với mực nước biển.

## Địa điểm
- Hải đăng Đại Đảm tại Nam Sơn và hải đăng Đông Dẫn được xây dựng cùng một thời điểm, nhưng đã bị quân Giải phóng Nhân dân Trung Quốc phá hủy và hiện nay trở thành phế tích.
- Đại Đảm tự tại Nam Sơn, Bắc An tự tại Bắc Sơn
- Bức tường tâm lý chiến mang dòng chữ "Tam Dân chủ nghĩa thống nhất Trung Quốc" tại Bắc Sơn.
- Khối đá "Đảo cô nhân bất cô" ở công viên tượng Kinh Quốc tiên sinh tại Nam Sơn.
- Công viên Minh Uy nằm xung quanh cứ điểm 11, là nơi chính diện với Trung Quốc đại lục.
- Phường trà Thần Tuyền tại Bắc Sơn.
- Thần Kê mọ tại mặt tiền Bắc An tự tại Bắc Sơn.